# 4799 Hirasawa
4799 Hirasawa è un asteroide della fascia principale. Scoperto nel 1989, presenta un'orbita caratterizzata da un semiasse maggiore pari a 2,4697909 UA e da un'eccentricità di 0,1280581, inclinata di 0,61658° rispetto all'eclittica.
L'asteroide è dedicato all'astronomo giapponese Yasuo Hirasawa.